# Las Cucharetas
Las Cucharetas es una localidad y pedanía española perteneciente al municipio de Cortes de Baza, en la provincia de Granada, comunidad autónoma de Andalucía. Se encuentra a una altitud de 625 m. y cuenta con una población de 116 habitantes (INE 2023).
Se localiza a orillas del río Castril, en el extremo sureste del término municipal de Cortes de Baza (apegando a los términos municipales de Benamaurel y Baza), y cercana a la cola del embalse del Negratín. Buena parte de la población habita en cuevas.
En cuanto a la procedencia del nombre de la localidad, se cree que el lugar donde esta se asienta era, en tiempos remotos, una zona pantanosa en la que anidaban algunas aves de la familia de las cigüeñas; entre ellas, se encontraban las conocidas como cucheretas.
Destaca la celebración de las fiestas en honor a San José obrero y la Santa Cruz, durante el primer fin de semana de mayo. En el entorno de la localidad hay varios cortijos, destacando el Cortijo de los Coroneles.